# Francisco Magariños Cervantes
Francisco Magariños Cervantes war ein uruguayischer Politiker.
Magariños Cervantes gehörte als Repräsentant des Departamento Soriano in der 11. Legislaturperiode im Zeitraum vom 26. März 1873 bis zum 14. Februar 1876 als stellvertretender Abgeordneter der Cámara de Representantes an. In der 12. Legislaturperiode hatte er dann für Soriano im Zeitraum vom 15. Februar 1876 bis zum 9. März 1876 ein Titularmandat inne.